# Eleocharis mendocina
Eleocharis mendocina är en halvgräsart som beskrevs av Rodolfo Amando Philippi. Eleocharis mendocina ingår i släktet småsäv, och familjen halvgräs. Inga underarter finns listade i Catalogue of Life.